# Vasile Sărucan
Vasile Sărucan (n. 23 august 1945, Cluj, România – d. 30 iunie 2025) a fost un atlet român, specializat în sărituri în lungime.

## Carieră
Clujeanul a fost multiplu campion național și balcanic. A participat la Campionatele Europene din 1966, 1969 și 1971. La Jocurile Europene în sală din 1969 a ocupat locul patru, la doar 2 cm de medalia de bronz. La Campionatul European în sală din 1970 s-a clasat pe locul șapte și la  ediția din 1971, la Sofia, a cucerit medalia de bronz.
După retragere sa din activitate el a fost antrenor. A pregătit, între alții, pe László Sărucan (fiul său), Cezar Busuioc, Florin Grecu și Cristina Domide, toții au devenit campioni naționali. În 2004 a primit Medalia „Meritul Sportiv” clasa I.

## Realizări
| An   | Competiție                   | Locație             | Loc | Note |
| ---- | ---------------------------- | ------------------- | --- | ---- |
| 1966 | Campionatul European         | Budapesta, Ungaria  | 18  | 7,07 |
| 1969 | Jocurile Europene în sală    | Belgrad, Iugoslavia | 4   | 7,61 |
| 1969 | Campionatul European         | Atena, Grecia       | 13  | 7,34 |
| 1970 | Campionatul European în sală | Viena, Austria      | 7   | 7,69 |
| 1971 | Campionatul European în sală | Sofia, Bulgaria     | 3   | 7,88 |
| 1971 | Campionatul European         | Helsinki, Finlanda  | 15  | 6,05 |

## Recorduri personale
| Probă                       | Performanță | Dată           | Locație   |
| --------------------------- | ----------- | -------------- | --------- |
| Săritură în lungime         | 7,92 m      | 9 iulie 1972   | București |
| Săritură în lungime în sală | 7,88 m      | 14 martie 1971 | Sofia     |